# NRG Recording Studios
NRG Recording Studios är en inspelningsstudio som ligger i North Hollywood, Kalifornien i USA. NRG Recording Studios grundades 1992 av Jay Baumgardner med viss design utförd av Pat Schneider, Wade Norton och Paul Levy. Inspelningsstudion består av tre delar benämnda Studio A (med en yta på cirka 465 kvadratmeter), Studio B (med ett marockanskt tema) och Studio C (med ett nygotiskt tema).

## Ett urval av artister och band som har spelat in i studion
- Alicia Keys
- Avril Lavigne
- Beck Hansen
- Bon Jovi
- Dave Navarro
- Evanescence
- Foo Fighters
- Good Charlotte
- Jay-Z
- Kanye West
- Kelly Clarkson
- Limp Bizkit
- Linkin Park
- Motörhead
- No Doubt
- Robin Thicke
- Slayer
- The Offspring
- Tom Petty
- Velvet Revolver